# Rynarium
Rynarium (łac. rhinarium, l. mn. rhinaria) – narządy węchowe występujące na czułkach mszyc i koliszków.

## Mszyce
Rynaria mają postać zagłębień oskórka pokrytych błonką, pod którą znajdują się komórki zmysłowe. Zwykle są okrągłe lub owalne, czasami mogą być poprzecznie wydłużone. Otoczone mogą być rzęskami (rodzaj drobnych szczecinek) lub silnie zesklerotyzowaną rozetką.
Rynaria pierwotne występują już u larw, podczas gdy rynaria wtórne pojawiają się dopiero u imagines. Wśród rynariów pierwotnych wyróżnia się rynaria główne, występujące pojedynczo na ostatnim i przedostatnim członie czułków oraz rynaria dodatkowe występujące na ostatnim członie czułków, gdzie zgrupowane są zwykle dookoła rynarium głównego. Rynaria wtórne występują w większej ilości, zwykle na trzecim i czwartym członie, szczególnie u samców i morf uskrzydlonych.

## Koliszki
U koliszków rynaria znajdują się na końcach niektórych członów. U Aphalaridae i Liviidae są to człony 4-6, a u Psyllidae i Triozidae: 4, 6, 8 i 9. Niektóre gatunki mają na końcu członu więcej niż jedno rynarium, np. Trioza femoralis posiada 6 rynariów na końcu 4 członu.